# Azerbaidjan la Concursul Muzical Eurovision 2010
Azerbaidjan participă la concursul muzical Eurovision 2010. Finala concursului național de determinare a participantului din partea acestei țări a avut loc la 2 martie 2010 și a fost aleasă interpreta Safura Alizadeh.

## Semi-finala
| # | Artist           | Cântec            | Autori                                          |
| - | ---------------- | ----------------- | ----------------------------------------------- |
| 1 | Milk & Kisses    | "I Am On Fire"    | Dilara Kazimova, Farida Nelson, D.J. LOOPer     |
| 2 | Elli Mishiyeva   | "Up, Up"          | Isa Malikov, Paulina Malikova, Elli Mishiyeva   |
| 3 | Azad Shabanov    | "Smile"           | Zahra Badalbeyli, Vusal Garayev                 |
| 4 | Ulviyya Rahimova | "In Love"         | Ulviyya Rahimova, Sergey Guliyev                |
| 5 | Safura Alizadeh  | "Soz ver"         | Gunel Musayeva, Zahra Badalbeyli, Elvin Musayev |
| 6 | Maryam Shabanova | "I've Had Enough" | Maryam Shabanova                                |

## Finala
| # | Artist           | Cântec          | Autori                     |
| - | ---------------- | --------------- | -------------------------- |
| 1 | Safura Alizadeh  | "Drip Drop"     | Stefan Örn, Sandra Bjurman |
| 2 | Safura Alizadeh  | "Under My Skin" | Stefan Örn, Sandra Bjurman |
| 3 | Safura Alizadeh  | "Soulless"      | Anders Lundström           |
| 4 | Milk and Kisses  | "Under My Skin" | Stefan Örn, Sandra Bjurman |
| 5 | Milk and Kisses  | "Drip Drop"     | Stefan Örn, Sandra Bjurman |
| 6 | Milk and Kisses  | "Cancelled"     | Stefan Örn                 |
| 7 | Maryam Shabanova | "Under My Skin" | Stefan Örn, Sandra Bjurman |
| 8 | Maryam Shabanova | "Soulless"      | Anders Lundström           |
| 9 | Maryam Shabanova | "Drip Drop"     | Stefan Örn, Sandra Bjurman |